# Victorinus Youn Kong-hi
Victorinus Youn Kong-hi (윤공희 en coreano) fue el tercer arzobispo, y actual arzobispo emérito de la Archidiócesis de Gwangju. Nació en Namp'o, P'yŏngan del Sur, Corea del Norte el 8 de noviembre de 1924, fue ordenado sacerdote de la Archidiócesis de Seúl el 20 de marzo de 1950.
El 3 de febrero de 1994 fue nombrado primer obispo de Suwon más tarde fue ascendido al tercer Arzobispo de Gwangju el 25 de octubre de 1973. Mientras que el arzobispo, concluyó una investigación de las denuncias de los milagros de María en una capilla en Naju. El 20 de noviembre de 2000 se jubiló.